# Peter Edding
Sven Peter Edding, född 13 maj 1946 i Bromma i Stockholm, är en svensk skådespelare.

## Biografi

### Privatliv
Han är son till Charles Edding (vinnare av Internationella Svenska Mästerskapet i Starbåt 1946) och Mona Thorell, dotter till ingenjör Sven Thorell. Peter Edding var tidigare gift med skådespelerskan Anna Sällström Han är sambo med skådespelaren Mona Andersson.[källa behövs]

### Karriär
Edding utbildade sig vid Statens scenskola i Göteborg. Han debuterade 1971 i miniserien Offside. Under 1970-talet arbetade Edding vid Riksteatern, Örebroensemblen och Länsteatern Blekinge. Han var även med och grundade den nu nedlagda  TURteaternVärmland. Under 1980-talet arbetade han vid länsteaterarna i Blekinge och  Kronoberg, regionteatrarna i Västernorrland och Västerbotten, Uppsala Stadsteater, Wiraspelen och Riksteatern. Vidare gjorde han en del videojobb, vilket han även fortsatte med under 1990-talet. Dessutom gjorde han både TV och film. Han gjorde också tältteater i Nora, "Marknadsafton" servicehem Stockholm. Vidare studerade han under 1990-talet ett år på Lärarhögskolan för gymnasielärarkompetens som teaterlärare.

## Filmografi
- 1985 – August Palms äventyr (TV-serie)
- 1990 – En skruv lös
- 1991 – Schh!
- 1992 – Hassel – Utpressarna
- 1996 – Tre kronor (TV-serie)
- 1997 – Anna Holt – polis (TV-serie)
- 1998 – Lithivm
- 1999 – S:t Mikael (TV-serie)
- 2003 – Kommer du med mig då
- 2004 – Graven (TV-serie)
- 2005 – Sex, hopp och kärlek
- 2005 – Lasermannen (TV-serie)
- 2006 – Den som viskar (TV-serie)
- 2010 – Drottningoffret (TV-serie)
- 2014 – Gentlemen

## Teater

### Roller
| År   | Roll     | Produktion                                                              | Regi             | Teater              |
| ---- | -------- | ----------------------------------------------------------------------- | ---------------- | ------------------- |
| 1973 | Yang Sun | Den goda människan i Sezuan (Der gute Mensch von Sezuan) Bertolt Brecht | Jan Håkansson    | Örebroensemblen     |
| 1979 |          | Pottan (On purge bébé) Georges Feydeau                                  | Anders Bäckström | Blekinge länsteater |